# Memorie (genere letterario)
La memorialistica è un genere letterario che consiste nella raccolta dei ricordi di un determinato protagonista (memorie). Argomento di un memoriale possono essere sia i ricordi che hanno segnato l'esistenza di una persona sia gli avvenimenti che hanno segnato l'esistenza di un popolo. Un memoriale può essere espresso sia in prosa sia in poesia.
La scrittura in forma di memoria può essere un espediente narrativo adottato da un autore per dare forma letteraria a un'opera d'invenzione.

## Differenze con l'autobiografia
La memorialistica è talvolta fatta coincidere con il genere autobiografico, ma i due generi sono distinti. 

Mentre l'autobiografia assume interesse per un personaggio di rilievo (storico, letterario, scientifico, ecc.) la memoria può essere interessante anche quando proviene da personaggi privi di qualsiasi rilievo, perfino illetterati, dal momento che essa attinge valore dal suo essere testimonianza di un'epoca, di un ambiente sociale, di un periodo storico, di un costume linguistico, ecc. 

Ne sono validi esempi le memorie scritte da spettatori minori di eventi storici, come soldati semplici, servitori di personaggi storici, vittime o superstiti di eventi storici, deportati in lager e gulag ecc.

## Esempi
Grandi esponenti del racconto della memoria sono, nella letteratura italiana: Lorenzo Da Ponte, Primo Levi e Ignazio Silone. Se questo genere tende solitamente a essere prevalentemente descrittivo, si rivela spesso e volentieri una lettura dell'anima, dei ricordi, dei momenti importanti della vita di una persona.